# Missä miehet ratsastaa
Missä miehet ratsastaa – singel powermetalowej grupy Teräsbetoni, wydany 27 lutego 2008 nakładem wytwórni Warner Music Finland. Utwór reprezentował Finlandię w 53. Konkursie Piosenki Eurowizji w 2008, na którym zajął 22. miejsce.

## Lista utworów
- Singel CD[2]

1. „Missä miehet ratsastaa” (Euroviisuversio) – 3:00
2. „Missä miehet ratsastaa” (Albumiversion) – 3:52
3. „Kaukaiset tulet” – 3:33

## Notowania na listach przebojów
| Państwo   | Lista (2008)   | Najwyższe miejsce |
| --------- | -------------- | ----------------- |
| Finlandia | Top 20 Singles | 2                 |